# Kupferteich (Mellingbek)
Der Kupferteich auf der Grenze der Hamburger Stadtteile Poppenbüttel und Lemsahl-Mellingstedt ist vom Ursprung her ein Mühlenteich. Der Teich diente zum Betreiben einer Kupfermühle.

## Vom Mühlenteich zum Angelgewässer
Vom 18. bis zum 21. Jahrhundert wurde der Kupferteich vom Mühlenteich zum Angelgewässer. 

### 18. bis 20. Jahrhundert
Entstanden ist der Kupferteich dadurch, dass die aus dem Wittmoor kommenden und sich vor dem Teich vereinenden Flüsse Mellingbek und Twelenbek auf ungefähr 900 m aufgestaut worden sind.
Hergestellt wurden in der Mühle am Kupferteich mit einem Kupferhammer Platten für Dächer und Schiffsböden. Ebenso gefertigt worden sind dort Kessel für Zuckersiedereien und die Geneverbereitung.
Am nördlichen Anfang des Kupferteiches finden sich Reste von Fischteichen.
In der Mitte des 19. Jahrhunderts wurde aus der Kupfermühle ein Sägewerk, später eine Ölmühle, danach lag die Anlage still. Wegen Baufälligkeit ist sie 1929 abgerissen worden.
Die Küpfermühle gehörte zum Gut Hohenbuchen. Dieses bestand seit dem Ende des 18. Jahrhunderts. Der Eigentümer von Gut Hohenbuchen war von 1896 bis 1911 der Kaufmann E. Lippert.

### 21. Jahrhundert
Der Kupferteich ist im 21. Jahrhundert ein ca. 7,0 ha großes Angelgewässer. Genutzt wird der Teich vom Anglerverein Frühauf von 1910 Hamburg e. V. Seit 2019 ist der Kupferteich einschließlich der Uferbereiche als eine besonders geschützte Biotopfläche nach dem Bundesnaturschutzgesetz ausgewiesen.
Östlich und westlich des Kupferteiches erstreckt sich seit dem 21. Jahrhundert ein Golfplatz. Am westlichen Ufer des Teiches befindet sich ein Hundeauslaufgebiet.
Die Zuwegung zum Kupferteich ist über den 1,5 km langen Kupferteichweg möglich, eine Straße, die in einem zum Teich führenden Sandweg mündet.